# Phil Nuytten
Phil Nuytten, né à Vancouver (Canada) le 13 août 1941 et mort le 13 mai 2023, est un entrepreneur, explorateur des fonds marins et scientifique canadien, inventeur du Newtsuit et fondateur de Nuytco Research Ltd.

## Biographie

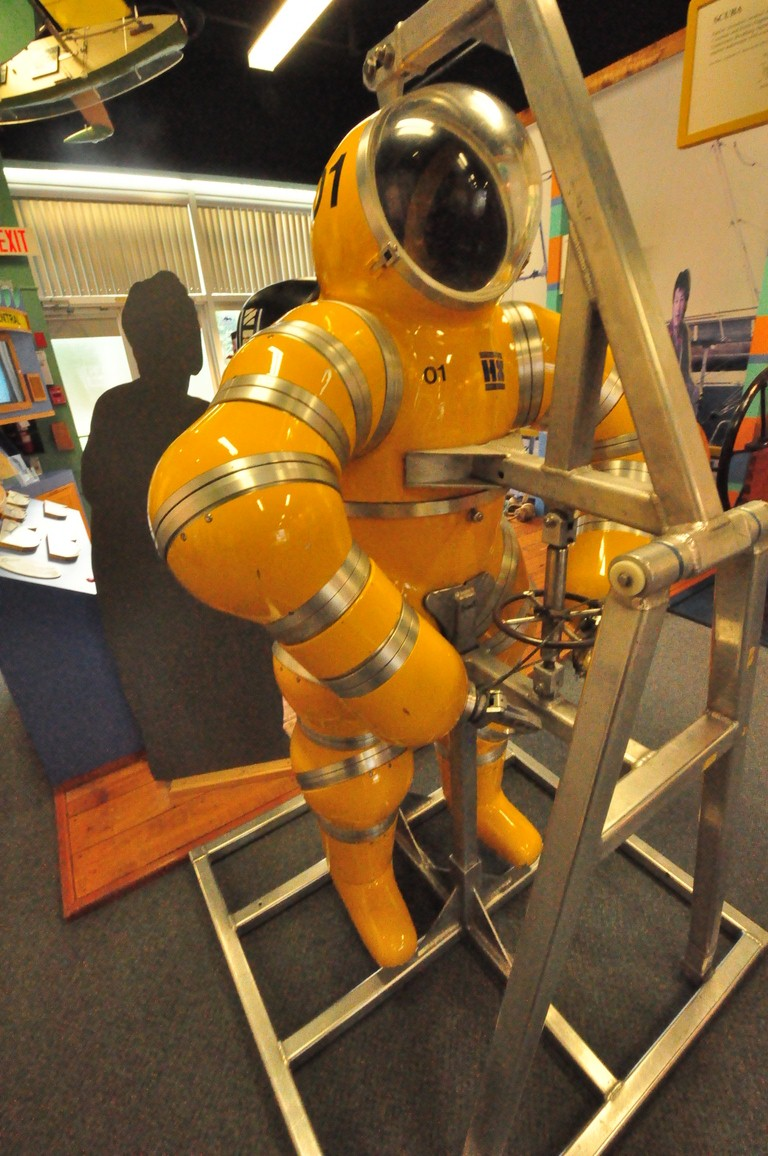
en

- Newtsuit atmospheric diving suit

## Récompenses et distinctions
- Academy of Underwater Arts and Sciences (Hall of Fame membership)
- American Association of Aeronautics and Astronautics
- American Institute of Aeronautics and Astronautics (Life Sciences Award)
- Canadian Advanced Technology Award
- Canadian Award for Business Excellence
- Contractors International’s Commercial Diving (Hall of Fame membership)
- Diving Association of Diving Contractors
- Diving Hall of Fame (induction)
- Explorers Club (prix Lowell Thomas)
- John Galletti Memorial Award
- Jules Verne Awards
- Ordre de la Colombie-Britannique
- Université Simon Fraser (docteur honoris causa de Laws degree)
- Lt. Governor of Canada (Ordre du Canada)[3]